# Amphidiscosida
Амфідискосиди (Amphidiscosida) — ряд губок класу шестипроменевих (Hexactinellida).

## Класифікація
Має три родини:
- Родина Hyalonematidae Gray, 1857
- Родина Monorhaphididae Ijima, 1927
- Родина Pheronematidae Gray, 1870